# وسط جاكرتا
وسط جاكرتا (بالإندونيسية: Jakarta Pusat) هي واحدة من خمس مدن إدارية (بالإندونسيسة: kota administrasi) والتي تشكل منطقة العاصمة الخاصة لجاكرتا. عدد سكانها 898.883 مقيم حسب تعداد عام 2010. منطقة وسط جاكرتا لا تتمتع بالحكم الذاتي وليس لديها أي مجلس للمدينة، وبالتالي فهي غير مصنف كبلدية بشكل رسمي.
وسط جاكرتا هي الأصغر كمنطقة وعدد سكان من مدن ومناطق جاكرتا الخمس. تعد المركز الإداري والسياسي لجاكرتا وإندونيسيا. تحتوي وسط جاكرتا على عدد من الفنادق الدولية الكبرى والمعالم الرئيسية مثل فندق إندونيسيا.

## المناطق
يحد وسط جاكرتا شمال جاكرتا من الشمال وشرق جاكرتا من الشرق وجاكرتا الجنوبية من الجنوب وجاكرتا الغربية من الغرب. ينقسم وسط جاكرتا إلى 8 مناطق (كيكاماتان):
- جامبير.
- تاناه أبانج.
- مينتينج.
- سينين.
- سيمباكا بوتيه.
- جوهر بارو.
- كيمايوران.
- سواه بيسار.

## التركيبة السكانية
يبلغ معدل عدد سكان وسط جاكرتا 19.000 نسمة لكل كيلومتر مربع، مما يجعلها أكثر البلديات كثافة سكانية في جاكرتا.

## الاقتصاد
كلا الناتج المحلي الإجمالي الإقليمي بسعر السوق الحالي والناتج المحلي الإجمالي الإقليمي بسعر عام 2000 لبلدية وسط جاكرتا أعلى من البلديات الأخرى في منطقة جاكرتا العاصمة، حيث يمثل 145 مليون روبية و80 مليون روبية على التوالي.
في نهاية الربع الأول من عام 2010 بلغ معدل الإشغال في جاكرتا حيث شغلت ما نسبته 80٪ ، وذلك بزيادة 78 ٪ في نهاية الربع الأول من عام 2009. وفقًا لجونز لانغ لاسال فإن مساحة المكاتب زادت في جاكرتا سي بي دي بمقدار 93،000 متر مربع (1،000،000 قدم مربع) بين النصف الثاني من عام 2010 والنصف الثاني من عام 2009.
في سبتمبر 2010 قدرت جونز لانج لاسال أن مساحة مكتب جاكرتا 30.000 متر مربع (320.000 قدم مربع) من المساحات المكتبية المخدومة، أي أقل من 1٪ من إجمالي مساحة المكاتب في اتفاقية التنوع البيولوجي. 70٪ من المستأجرين في المساحات المخدومة هم شركات عالمية. ارتفع عدد مساحات المكاتب المخدومة في وسط جاكرتا بنسبة 50٪ في السنة التي سبقت سبتمبر 2010.

## الحكومة والبنية التحتية
تشمل الوكالات الحكومية التي يوجد مقرها الرئيسي في وسط جاكرتا الوكالة الوطنية للبحث والإنقاذ، التي يوجد مكتبها الرئيسي في منطقة كيمايوران ، واللجنة الوطنية لسلامة النقل (اختصار باإندونيسية كي إن كي تي)، والتي يوجد مكتبها الرئيسي في وزارة مبنى النقل.